# Tadeusz Szeląg
Tadeusz Szeląg ps. „Łeda”, „Stanisław” (ur. 1 maja 1920 w Klimontowie, zm. 12 września 2004) – polski wojskowy, komendant obwodowy i okręgowy Batalionów Chłopskich.

## Życiorys
Tadeusz Szeląg urodził się 1 maja 1920 w Klimontowie. Do chwili wybuchu wojny uzyskał średnie wykształcenie. W 1940 wstąpił do podziemia, a jesienią tego roku został pierwszym komendantem Obwodu Sandomierz Okręgu Kielce Batalionów Chłopskich. Zagrożony aresztowaniem na skutek dekonspiracji, został przeniesiony na Lubelszczyznę w sierpniu 1941 roku. Tam między majem a sierpniem 1941 objął stanowisko zastępcy komendanta Okręgu Lublin BCh, które piastował do sierpnia 1942 Następnie został przeniesiony i od 1 maja 1942 roku objął stanowisko zastępcy komendanta Okręgu Warszawa Województwo BCh. W październiku 1943 wyznaczony na oficera do zadań specjalnych Komendy Głównej Batalionów Chłopskich. Koordynował działania Batalionów Chłopskich wobec działań okupanta na Zamojszczyźnie. Dowodził dwoma akcjami odwetowymi we wsiach Zawada i Wielącz. Prowadził działania pomocowe dla ludności żydowskiej ukrywającej się na południowej Lubelszczyźnie. Współorganizował akcję wysadzenia pociągu amunicyjnego pod Gołębiem. W maju 1944 objął stanowisko p.o. Okręgu Warszawa Województwo BCh. Był jednym z redaktorów czasopisma „Żywią i bronią”. Wziął udział w powstaniu warszawskim.
Po wojnie był zatrudniony w Komendzie Głównej MO, kopalni węgla na Śląsku. W 1956 roku powrócił do Warszawy i podjął pracę w WSiP.

## Ordery i odznaczenia
- Order Virtuti Militari V klasy
- Krzyż Walecznych